# Heh
Heh (meervoud Hehoe) was in de Egyptische mythologie de verpersoonlijking van vormloosheid en eindeloosheid - meestal in de zin van tijdloze eeuwigheid. Heh maakte samen met zijn vrouwelijke tegenhanger Hehet (syn: Haoehet of Hehoet) deel uit van de Ogdoade van Hermopolis. Dit is een groep van acht oergoden.
Zoals de vier mannelijke oergoden van de ogdoah werd ook Heh met een kikkerhoofd voorgesteld. Hij wordt ook vaak als mens uitgebeeld, geknield, met goddelijke pruik en krulbaard, vaak in connotatie met goud (symbool voor eeuwigheid), en in zijn handen ingekerfde palmbladnerven (symbool voor jaren) met onderaan elk een sjenring, symbool van de eeuwigheid. Heh was ook het Oudegyptisch voor 'miljoen jaar' of eeuwigheid. De god Heh speelde daarnaast een belangrijke rol in het scheppingsverhaal van Hermopolis Magna.
Op de regalia van de farao is hij te zien als een amulet. Dit staat symbool voor een lang leven.
De god Heh zat geknield op een gevlochten mand die als teken staat voor het al, universaliteit, en heerschappij. Anchtekens zijn met zijn handen of armen verbonden. Hij stond in verband met de mythe van de 'hemelse koe', die door Sjoe werd gesteund samen met acht Heh-godheden, twee aan elke poot. Heh werd ook met de hemelse zonnenbark in verband gebracht, die hij telkens weer ten hemel verhief na de nachtelijke reis van de zon door de onderwereld.
In hiëroglyfisch schrift beduidde Heh 'een miljoen'. Dit teken werd dan ook geassocieerd met de notie van miljoenen jaren. En Haoehet was ook het alternatieve Egyptische woord voor eeuwigheid, djet.
De Heh-afbeelding drukte de wens tot een lang leven uit en was vaak te vinden op amuletten reeds vanaf het Oude Rijk. Ook een aantal voorwerpen in het graf van Toetanchamon waren aldus versierd, hetgeen erop wijst dat de aanwezigheid van deze god ook in het geloof van het Nieuwe Rijk nog belangrijk was.
De god Heh is niet te verwarren met de god Hoe.